# Groot nimfkruid
Groot nimfkruid (Najas marina, synoniem: Najas major) is een overblijvende onderwaterplant die behoort tot de waterkaardefamilie (Hydrocharitaceae). De soort komt van nature bijna overal in de gebieden met een gematigd klimaat voor.

## Beschrijving
De plant wordt 10-30 (70) cm hoog en heeft sterk vertakte stengels, die op de onderste knopen wortels hebben. De stengels breken gemakkelijk in stukjes, waardoor de plant zich vegetatief kan vermeerderen. De bladeren zitten in schijnkransen. De 4 cm lange bladeren zijn 1-4,5 mm breed en hebben een grof gestekeld-getande bladrand. De middennerf van het blad is aan de onderkant stekelig getand. Ook op de stengel zitten bruine stekels. De bloemen zitten in de bladoksels.
Groot nimfkruid bloeit van juli tot in september. De plant is tweehuizig. De vrouwelijke bloem heeft meestal drie priemvormige stempels op een korte dikke stijl. De mannelijke bloem heeft één meeldraad, dat door een omhulsel is omgeven. De 3-4 mm lange helmknop is vierhokkig.
De vrucht is een nootje met één zaadje. Het zaad is 3,5-5 mm lang. De mazen van het zaad zijn vrij rond.
Groot nimfkruid komt voor in zoet en zwak brak water in plassen, sloten en rivierlopen.

## Namen in andere talen
- Duits: Großes Nixenkraut
- Engels: Spiny naiad, holly-leaved water nymph
- Frans: Grande Naïade